# King of Queens
King of Queens (Originaltitel: The King of Queens) ist eine US-amerikanische Sitcom, die von 1998 bis 2007 beim US-amerikanischen Fernsehnetwork CBS lief. Im deutschsprachigen Fernsehen wurde die Serie unter diesem Titel zunächst bei RTL 2 (Staffel 1–5) und dann bei kabel eins (Staffel 6–9) ausgestrahlt. Wiederholungen wurden bei Comedy Central, VIVA, TNT Serie sowie in Österreich auf ATV gezeigt. Seit 2016 werden Wiederholungen beim deutschen Sender RTL Nitro und bei TNT Comedy ausgestrahlt.

## Handlung
Die Serie dreht sich um Douglas Heffernan, einen übergewichtigen Kurierfahrer beim fiktiven Logistikunternehmen IPS, und seine Frau Carrie, die als Rechtsanwaltsgehilfin in Manhattan arbeitet. Sie leben im New Yorker Stadtteil Queens. Als Carries Vater Arthur in der Pilotfolge versehentlich sein Haus abbrennt, bleibt den Heffernans nichts anderes übrig, als ihn im Souterrain ihres Hauses aufzunehmen.
Im Mittelpunkt der Serie stehen Arthurs Sturheit und Nörgelei, Dougs Maßlosigkeit und infantiles Verhalten sowie Carries Selbstzweifel und Eifersucht – allesamt Konflikte, die das tägliche Eheleben der beiden zusätzlich belasten.
Obwohl die Geschichte in Queens angesiedelt ist, wurden die Dreharbeiten größtenteils in den Studios von Sony Pictures Entertainment in Culver City, Kalifornien, durchgeführt. Auch die Außenaufnahmen entstanden überwiegend an der Westküste.

## Besetzung und Synchronisation
Die Serie wurde im Studio Hamburger Synchron vertont. Die Dialogbücher wurden unter anderem von Sygun Liewald und Michael Weckler verfasst. Dialogregie führten Peter Minges (Staffel 1 bis 5), Florian Kühne (Staffel 6) und Michael Weckler (Staffel 7 bis 9).
| Rolle | Darsteller           | Synchronsprecher                                         | Episoden          |
| --- | -------------------- | -------------------------------------------------------- | ----------------- |
| Doug Heffernan | Kevin James          | Thomas Karallus                                          | 207 Folgen (alle) |
| Douglas „Doug“ Steven Heffernan, der „King of Queens“, verkörpert den einfachen Durchschnittsamerikaner. Geboren am 9. Februar 1965 in Montreal, Kanada, arbeitet er als Kurierfahrer bei IPS (International Parcel Service) und ist ein großer Fan von Football, Baseball, Basketball, Eishockey, Bruce Springsteen und Neil Diamond. Obwohl Doug auf der High School ein guter Footballspieler war, verfolgt er besagte Sportarten mittlerweile lieber am Fernseher. Vor seiner Zeit als Fahrer hat er eine Weile als Türsteher gearbeitet. Doug strebt meist wenigstens oberflächliche Harmonie an. Dafür verstrickt er sich notfalls auch in Lügen, die in den meisten Fällen allerdings nach kurzer Zeit auffliegen. Bei Diskussionen mit seiner Frau Carrie zieht er häufig den Kürzeren, da er ein sehr sanftes Gemüt hat und sich leicht verunsichern und beeinflussen lässt. Das Besprechen von ernsteren Themen ist mit dem gerne herumalbernden Doug, der sich selten über einen längeren Zeitraum auf eine Sache konzentrieren kann, eher weniger möglich. Seine größten Leidenschaften sind Essen und das Herumhängen mit seinen Freunden. Oft ist Doug mit seinen Freunden vor dem Fernseher sitzend zu sehen, wobei sich aus dieser Situation heraus oft Gespräche und Diskussionen bilden. Auf gehobenen Veranstaltungen, z. B. bei Carries Chefs, fühlt er sich nicht wohl und verhält sich sehr unbeholfen. Somit bringt er sich und seine Ehefrau ohne böse Absichten oft in peinliche Situationen. Im Gegensatz zu seiner Frau Carrie ist Doug eher faul und einfältig. An Bildung ist Doug kaum interessiert. Seine Charaktereigenschaften werden durch sein Äußeres unterstrichen; so sieht man ihn oft in Jogginghose und T-Shirt oder in IPS-Dienstkleidung, selten aber im Hemd oder gar im Anzug. Zudem ist er mit seinem Leben recht zufrieden und zeigt keinerlei Ehrgeiz, seine gesellschaftliche und berufliche Situation zu verändern. |                      |                                                          |                   |
| Carrie Heffernan | Leah Remini          | Christine Pappert                                        | 207 Folgen (alle) |
| Simone „Carrie“ Heffernan ist Dougs Ehefrau. Im Haus der Heffernans ist sie im Grunde die Vernünftige, und ihre Ratschläge stellen sich meist als richtig heraus. Trotzdem tritt sie zuweilen aufbrausend und egoistisch auf und teilt die Sturheit und Streitsucht ihres im selben Haushalt lebenden Vaters Arthur. Aufgrund ihrer Streitbarkeit hat sie nur wenige Freundinnen, obwohl sie in einigen Folgen einige genauso streitlustige Frauen kennenlernt. Früher war Carrie Raucherin, hatte sich dies aber zu Beginn der Serie bereits abgewöhnt. Bei verschiedenen Gelegenheiten raucht sie jedoch sporadisch, teilweise nur, um Doug zu provozieren. Ihre Mutter Sophia starb, als sie noch eine Jugendliche war. Carrie wollte eigentlich ein College besuchen, doch ihr Vater verhinderte dies, indem er ihr das Dokument mit der Zusage vorenthielt, da er sonst allein zu Hause gewesen wäre und für sich selbst hätte sorgen müssen. In den ersten Staffeln arbeitet sie in einer Anwaltskanzlei in Manhattan, wo sie sich mit ihrem Chef und dessen extravaganten Wünschen herumschlagen muss. Nachdem sie und ihr Boss entlassen werden, ist sie eine Zeit lang arbeitslos, bis sie eine Stelle in einer Immobilienfirma findet. Carrie ist sehr ehrgeizig und versucht ständig, in ihrem Berufs- oder Privatleben Dinge zu ändern. Es ist ihr wichtig, regelmäßig Sport zu treiben, gesund zu essen und sich zu bilden. Dabei ist sie selten erfolgreich, weil Doug viel zu faul ist und auch sie ihre Vorhaben nie dauerhaft umsetzt. Oft beneidet sie andere Menschen um deren Erfolg. Als neue Nachbarn neben die Heffernans ziehen, die beide in Harvard studiert haben, ist es Carrie peinlich, dass sie Anwaltsgehilfin und Doug Lastwagenfahrer ist. Für kurze Zeit versucht sie, doch noch eine akademische Karriere zu verfolgen. Nach einigen Vorbehalten schließt sie sich dem Kinderwunsch ihres Mannes an, die beiden werden aber erst in der letzten Folge der Serie Eltern. In der Doppelfolge Kindertheater wird sie schwanger, verliert das Kind aber. Später erfährt sie, dass sie nur einen funktionierenden Eierstock hat. Bedingt durch die Schwangerschaft der Darstellerin Leah Remini während der Dreharbeiten (ab der sechsten Staffel), sind auch bei der von ihr verkörperten Carrie Schwankungen in Bezug auf Gewicht und Figur erkennbar. Simone trägt den Namen „Carrie“, weil ihr Vater Arthur ihren eigentlichen Namen, als sie noch ein kleines Kind war, bei einem Pokerspiel gegen einen seiner Freunde eingesetzt und verloren hat. |                      |                                                          |                   |
| Arthur Spooner | Jerry Stiller        | Eckart Dux                                               | 174 Folgen        |
| Der Dritte im Bunde ist Carries exzentrischer Vater Arthur Eugene Spooner. In der ersten Folge brennt er nach dem Tod seiner letzten Frau versehentlich sein Haus nieder, zieht danach bei seiner Tochter und seinem Schwiegersohn Doug in den Keller ein und verändert damit für immer deren Leben. Arthur ist laut, mürrisch und geht Doug und seiner Frau auf die Nerven. Mehrfach denken Doug und Carrie über eine anderweitige Unterbringung Arthurs nach, beispielsweise in einer Seniorenresidenz, ohne dass es tatsächlich dazu kommt. Arthur hat quasi kein eigenes Einkommen (in der Folge Der Bigamist ist von zwölf Dollar Jahreseinkünften „nach Abzug der Steuern“ die Rede). Seine erste Frau, Carries Mutter, starb früh. Danach hatte er mit verschiedenen Frauen immer wieder kurze Beziehungen und war auch wieder verheiratet; mit Lilian, die in einer Rückblende der Folge Einmal und nicht wieder auftaucht, von der er sich dann aber scheiden lässt, sowie mit Tessie, die in der Pilotfolge stirbt. Zum Schluss der Serie heiratet er Spences Mutter Veronica, die für ihn schon immer eine Schwäche hatte. Allerdings trennt er sich bald darauf wieder von ihr, was in der letzten Folge am Ende zu sehen ist. Arthur Spooner musste als Kind viele Widrigkeiten erdulden. Er hat einen Halbbruder namens Skitch, den er seit seiner Kindheit hasst, weil er damals von diesem gehänselt wurde. Trotzdem zieht er in einer Folge mit Skitch zusammen. Im Verlauf seines Lebens ging Arthur vielen verschiedenen Jobs nach, die er aber alle wegen seines schwierigen Charakters nie lange behielt. Arthur war Soldat in der 71. Infanterie-Division im Zweiten Weltkrieg und schildert oft Kriegserlebnisse, u. a. wie Kameraden neben ihm erschossen wurden oder dass er in Italien den toten Mussolini sah. In der zweiten Staffel sucht sich Arthur eine Beschäftigung. Er nimmt kurzzeitig einen Job als Brezelverkäufer an und hilft für wenige Tage bei Carrie im Anwaltsbüro aus. Im Haus der Heffernans ist er meistens mit den unsinnigsten Problemen beschäftigt, z. B. behauptet er, dass Charles M. Schulz die Comicserie Die Peanuts nach seinem Vorbild gezeichnet und den Namen „Snoopy“ aus seinem Nachnamen abstrahiert habe. Er und Spence Olchin brüten häufiger über skurrilen Geschäftsideen, zum Beispiel einem Rucksack mit eingebautem Regenschirm. In mehreren Folgen behauptet Arthur, er sei Kommunist. Gelegentlich gibt er Doug und Carrie zu verstehen, dass er mit seiner Unterkunft im Keller nicht zufrieden ist. Wirklich dauerhaft ändert sich während der gesamten Serie nichts an seiner Wohnsituation im Hause Heffernan. Abwechslung und ein paar Freunde findet der ansonsten eher einsame Arthur in einem Seniorencenter, wo er u. a. an Spielenachmittagen und Feiern teilnimmt. In einigen Folgen bekennt sich Arthur zum Cannabiskonsum. So plant er, als Carries Schwester in der Pilotfolge aus seinem Haus ausziehen möchte, ihr Zimmer zum Anbau von Marihuana (Zitat: „etwas für den Hausgebrauch“) zu benutzen. In einer der frühen Weihnachtsfolgen serviert er Doug und Carrie Haschkekse. Arthur war außerdem süchtig nach Nasenspray und erleidet diesbezüglich einen kurzzeitigen Rückfall. |                      |                                                          |                   |
| Deacon Palmer | Victor Williams      | Charles Rettinghaus                                      | 155 Folgen        |
| Deacon John Palmer ist Dougs bester Freund und arbeitet wie dieser als Kurierfahrer bei IPS. Der große und sportlich gebaute Afroamerikaner ist ein eher ruhiger Mensch mit trockenem Humor. Er ist mit Kelly verheiratet, die Beziehung geht jedoch nach einem Beinahe-Seitensprung Deacons zeitweise in die Brüche. Oft wirkt Deacon im Vergleich zu Doug vernünftiger, wobei gelegentlich auch er infantile Züge an den Tag legen kann. Deacon ist Vater zweier Söhne: Kirby, der in der Folge Alt, dick und hässlich (Staffel 1) noch als „Hoover“ erwähnt wird (jedoch nur in der deutschen Synchronisation) und Major. Deacon leidet während der Trennung von seiner Frau unter dem Eindruck, dass Kirby ohne männliche Vorbilder nicht zum Mann erzogen werde. So verkleidet sich dieser zu Halloween nach einer vorausgegangenen siebenstündigen Diskussion mit seinem Vater als Powerpuff Girl, legt sich Carries Make-up auf, hört Lieder von Dan Fogelberg und bezeichnet seinen Football-Dress als „Kostüm“. |                      |                                                          |                   |
| Spence Olchin | Patton Oswalt        | Jens Wawrczeck                                           | 122 Folgen        |
| Spencer „Spence“ Olchin ist schon seit Schulzeiten mit Doug befreundet, zugleich aber immer seinen Spötteleien ausgesetzt. Schon in seiner Jugend hatte der kleingewachsene Spence mit den stark ausgebildeten Hüften Probleme mit seinen Mitschülern und wurde von ihnen gehänselt. Er verkörpert den intellektuellen Part des Freundeskreises und stößt mit seinen klugen Äußerungen oft auf Unverständnis. Spence arbeitet in einem Fahrkartenschalter der U-Bahn und wohnt noch bis zu seinem 32. Lebensjahr bei seiner Mutter, bis er nach einer kurzen Zeit bei den Heffernans eine eigene Wohnung mietet. Später gründet er zusammen mit Dougs Cousin Danny eine WG. Ein wesentlicher Bestandteil der Serie werden die Episoden, in denen die beiden sich wie ein Ehepaar verhalten und sogar in der Folge Alles umsonst wegen eines Fernsehers heiraten. Spence hat nur selten Beziehungen mit Frauen und meist auch nur kurz. Dies gibt Stoff für verschiedene paradoxe Situationen. Beispielsweise hat er in einer Folge eine von Arthur erzwungene Verabredung mit einer ca. 70-jährigen Frau. In späteren Folgen sucht er – rein platonisch – Beziehungen mit Männern, was jedoch ebenfalls scheitert. Zu seinem Leidwesen meinen die meisten Frauen, mit denen er etwas anfangen will, sie müssten ihn mit anderen Männern bekannt machen. In der ersten Staffel hat Spence eine Beziehung mit Carries Arbeitskollegin Jenny, nachdem Doug und Carrie die beiden miteinander verkuppelt haben. In der fünften Staffel ist er mit Denise zusammen, die in einem Bowlingcenter arbeitet. Seine Leidenschaft für Fantasy (Die Krieger von Grün) und Science-Fiction jeder Art stößt bei seinen Freunden auf Unverständnis. Zudem hat Spence körperliche Schwächen wie Übergewicht, Asthma und Allergien aller Art (u. a. gegen Erdnüsse). Spence ist albanischer Abstammung und hat am Valentinstag Geburtstag. In der Folge Krise auf Bestellung äußert Spence, dass er gerne Schriftsteller wäre. |                      |                                                          |                   |
| Danny Heffernan | Gary Valentine       | Robert Missler                                           | 81 Folgen         |
| Daniel „Danny“ Heffernan ist Dougs Cousin und für kurze Zeit auch dessen Arbeitskollege. Er ist Besitzer einer Pizzabäckerei, die im Verlauf der Serie aber in Konkurs geht. Daraufhin eröffnete er mit seinem Vater Stu ein Geschäft. Danny war verheiratet, die Ehe ging jedoch nach kurzer Zeit in die Brüche. In der 23. Folge der dritten Staffel wird erwähnt, dass Danny noch einen Bruder namens Mitchell hat, welcher im Gegensatz zu ihm beruflich sehr erfolgreich ist. Von seinem Cousin Doug wird er oft als nervig und aufdringlich beschrieben, Carrie aber verteidigt Danny oft und unterstützt ihn bei einigen seiner Vorhaben, zum Beispiel bei seiner kurzen Karriere als Landschaftsgärtner. Zuvor vermittelt Doug ihm mit einigen Hindernissen und Bedenken einen Job als Fahrer bei IPS. Auch hier ist es Carrie, die Doug davon überzeugt, Danny doch zu helfen. Anfangs hat Danny nur kurze Auftritte. Später in der Serie wurde Richie jedoch als „ständiger“ Freund durch Danny ersetzt. Trotz anfänglichen Meinungsverschiedenheiten mit Spence versteht er sich mit diesem sehr gut, was so weit führt, dass die beiden eine gemeinsame WG gründen. Danny leidet darunter, von Douglas nur als nerviger Versager gesehen zu werden und versucht ständig, diesem das Gegenteil zu beweisen. |                      |                                                          |                   |
| Holly Shumpert | Nicole Sullivan      | Marion Elskis                                            | 51 Folgen         |
| Holly Shumpert ist ab Staffel 4 Hundehüterin und führt Arthur unter der Woche durch den Hundepark, um Doug und Carrie zu entlasten. Sie ist bei Männern beliebt, und vor allem Danny und Spence sind auf eine Beziehung mit ihr aus. Die Hundesitterin ist mit kindlicher Naivität gesegnet und hat ständig finanzielle Probleme, weswegen sie sich für jeden Unsinn bezahlen lässt. Holly tratscht gerne und ist Mitglied der Anonymen Alkoholiker. Ihre Gutmütigkeit wird oft ausgenutzt, ohne dass es ihr auffällt. Anerkennung findet sie bei Carrie erst, als sie einen wohlhabenden Limousinenvermieter kennenlernt und mit ihm nach Manhattan zieht. Sie ist danach nur noch einmal in der letzten Folge der Serie zu sehen, in der sie verlassen und hochschwanger nach einer Unterkunft sucht. |                      |                                                          |                   |
| Kelly Palmer | Merrin Dungey        | Eva Kryll                                                | 40 Folgen         |
| Kelly Palmer ist Deacons Frau und Carries beste Freundin. Kelly hat mit Deacon zwei Kinder. Ihre Beziehung läuft nicht einwandfrei, was sogar dazu führt, dass die beiden sich vorübergehend trennen. Kelly wirkt humorlos. Deacon kann während eines „Fotoprojekts“ als Getrenntlebender kein Foto mit einem Lächeln seiner Frau finden. Ausgerechnet am Vortag, als sich Deacon mit einer schönen Stewardess zu Hause trifft, kommt Kelly zurück und beide beginnen ihre Beziehung neu, ohne über ihre Erfahrungen zu sprechen. |                      |                                                          |                   |
| Richie Iannucci | Larry Romano         | Mark Seidenberg                                          | 32 Folgen         |
| Richie Iannucci hat früher mit Doug zusammengewohnt und ist einer seiner besten Freunde. Er ist von Beruf Feuerwehrmann und ein Frauenheld, u. a. hat er mit Dougs´ Schwester Stephanie. Er tritt nur bis zur 2. Staffel als Hauptcharakter in der Serie auf und hat in der 3. Staffel noch einen letzten Auftritt, bevor er ohne weitere Erklärung aus der Serie verschwindet. |                      |                                                          |                   |
| Janet Heffernan | Jenny O’Hara         | Ursula Vogel (Staffel 3–7) Isabella Grothe (Staffel 8–9) | 15 Folgen         |
| Supervisor O’Boyle | Sam McMurray         | Marco Kröger (Staffel 3–8) Jürgen Holdorf (Staffel 8–9)  | 15 Folgen         |
| Joe Heffernan | Dakin Matthews       | Harald Halgardt                                          | 13 Folgen         |
| Mr. Kaplan/Kaufman | Victor Raider-Wexler | Michael Weckler                                          | 10 Folgen         |
| Lou Ferrigno | Lou Ferrigno         | Thomas Schüler                                           | 10 Folgen         |
| Denise Battaglia | Rachel Dratch        | Dagmar Dreke                                             | 6 Folgen          |
| Sara Spooner | Lisa Rieffel         | Tanja Schumann                                           | 4 Folgen          |
| Tim Sacksky | Bryan Cranston       | Holger Mahlich                                           | 4 Folgen          |
| Dorothy Sacksky | Dee Dee Rescher      | Katja Brügger                                            | 4 Folgen          |

## Nebenfiguren
- Veronica Olchin ist die Mutter von Spence. Sie lebt die meiste Zeit der Serie mit ihrem Sohn zusammen in einer Wohnung. Veronica hängt sehr an ihrem Sohn und möchte ihn stets bevormunden. Im Laufe ihres Lebens hatte Veronica sehr viele Affären, wie z. B. mit dem Shuffleboard-Trainer von Spence. Sie hat ein sehr großes Interesse an Arthur Spooner (was von Arthur jedoch nicht erwidert wird). Trotzdem landen Arthur und sie des Öfteren im Bett; in der letzten Staffel heiraten die beiden sogar. Auch privat war die Darstellerin von Veronica Olchin, Anne Meara (außer erste Staffel), bis zu ihrem Tod im Mai 2015 mit dem Darsteller von Arthur Spooner, Jerry Stiller, verheiratet. In der ersten Staffel wird Veronica Olchin von Grace Zabriskie gespielt.
- Joe und Janet Heffernan (Dakin Matthews & Jenny O’Hara), Dougs Eltern, verbringen ihren Ruhestand in Florida. Dougs Vater hatte früher eine eigene Eisenwarenhandlung in New York. Joe ist begeisterter Modelleisenbahner und Miami-Dolphins-Fan, was Doug weniger toll findet, da er Jets-Fan ist. Janet umsorgt ihren Sohn, als ob er noch zu Hause wohnen würde und backt ihm seine heiß geliebten Zitronenschnitten. In Dougs Erziehung versuchten sie, ihm möglichst alles Schlechte vom Leib zu halten, was sowohl seine gewisse Lebensuntüchtigkeit als auch seinen Hang zum Lügen erklärt. So erklären Dougs Eltern ihm bei einem Besuch in Florida innerhalb weniger Minuten, dass sein Kindergarten (den er schon wiederholen musste) kein Elitekindergarten war, dass sein geliebter Hund Rocky unterdessen dreimal verstorben und ersetzt wurde (einmal sogar durch eine Hündin) und dass Doug anlässlich einer Hochzeitsfeier in Kanada geboren wurde und somit nicht US-Präsident hätte werden können. Die Eltern von Kevin James heißen ebenfalls Joe und Janet.
- Sheila Rednester (Brenda Vaccaro) ist die Tante von Doug und Schwester seiner Mutter. Sie tritt nur in einer Folge auf, in der sie ein Verhältnis mit Arthur hat. In derselben Folge verlässt sie Dougs Onkel, ihren Mann Hank. Nachdem Doug von deren Trennung erfährt, sagte er, die beiden seien wie zweite Eltern für ihn gewesen.
- Lou Ferrigno, ein Schauspieler und Bodybuilder (unter anderem bekannt aus der Fernsehserie Der unglaubliche Hulk), spielt in der Serie sich selbst. Er zieht ins Nachbarhaus von Doug und Carrie. Er ärgert sich regelmäßig über die Hulk-Witze, die über ihn gemacht werden. Er ist sehr gutmütig und freundlich und schlichtet gelegentlich Streit. Allerdings tratscht er hinter dem Rücken Anderer gerne über die gesamte Nachbarschaft. Den übermäßig fantasierenden Arthur hält er als Drehbuchautor für inkompetent.
- Sara Spooner, gespielt von Lisa Rieffel, ist Carries Schwester. Sie hat in der ersten Staffel jedoch nur vier Auftritte, dann verschwindet sie aus der Serie.
- Stephanie Heffernan ist Dougs Schwester. Sie arbeitet als Sportlehrerin (Stephanie wird von Ricki Lake, einer in den USA bekannten Talkshow-Moderatorin, gespielt). Sie hatte eine Affäre mit Carries Chef und zwei mit Richie. Sie zieht mehrmals in den ganzen USA um und spielt Football.
- Douglas Pruzan wird von Alex Skuby gespielt. Er ist Carries nervig-seltsamer Chef und schwärmt insgeheim für sie. Er hat eine Vorliebe für Marionetten. Er war kurze Zeit mit Dougs Schwester Stephanie zusammen. Er wird in der Serie gefeuert, woraufhin auch Carrie arbeitslos wird.
- Supervisor Patrick O’Boyle, verkörpert von Sam McMurray, ist Dannys, Dougs und Deacons Chef bei IPS. Er ist geschieden, glücksspielsüchtig und trockener Alkoholiker. Außerdem war er früher bei IPS als Fahrer tätig, wurde aber beinahe gefeuert, da er vor einer Notaufnahme parkte. Bis Folge 18 wurde die Rolle von John F. O’Donohue gespielt. Im Verlauf der letzten Staffel beginnt O’Boyle auch wieder zu trinken und wird deshalb zum Entzug vom Management von IPS beurlaubt.
- Stu Heffernan (Gavin MacLeod, u. a. bekannt als Captain Stubing aus der Fernsehserie Love Boat) ist der Onkel von Doug und Dannys Vater. Während er seinen eigenen Sohn für nutzlos hält, begeistert er sich für Dougs hirnrissige Idee, einen Sandwich-Laden zu eröffnen, und verspricht ihm finanzielle Unterstützung. In letzter Minute wechselt er aber doch die Seiten und will nun Dannys ebenso aussichtslose Geschäftsidee finanzieren, Fotos auf Baseballcaps zu drucken.
- Skitch Spooner (Shelley Berman) ist der Halbbruder von Arthur. Dieser verabscheut ihn, da Skitch von seinem Vater stets bevorzugt wurde. In einer Rückblende ist er als verzogener Junge (Kevin G. Schmidt) zu sehen, der seinem Bruder die „Röntgenbrille“ klaut. In einer Folge ziehen Arthur und er in ein Haus, das sie von ihrer Tante geerbt haben. Dies geht nicht lange gut, da Skitch Arthur ständig unterdrückt. Skitch arbeitet an einer Mautstation der George Washington Bridge.
- Raymond „Ray“ Barone (Ray Romano) ist ein Freund von Doug und von Beruf Sportreporter. Er spielt gerne Golf und hat einige Gastauftritte (Crossover zu der Sitcom Alle lieben Raymond).
- Sue (Steffiana De La Cruz, die Ehefrau von Kevin James) hat einige Gastauftritte als Carries Nagelpflegerin.
- Mickey (Ford Rainey) ist ein Freund von Arthur aus dem Seniorencenter. In den Staffeln 1–6 hat er immer wieder kurze Auftritte. Meist versucht Arthur, Mickey für seine skurrilen Einfälle zu begeistern.
- Mookie Barker (geboren als Jim Myers) trat zwischen 1999 und 2007 in insgesamt 19 Episoden[4] in kurzen, eher kuriosen Gastrollen wie etwa Coach Wallace, Eugene von Wimmel, Heindrich und Klaus auf, wobei er innerhalb der Serie keinen direkten Bezug zu den Heffernans hat.

## Gastauftritte
| Darsteller              | Episode(n)                                                       |
| ----------------------- | ---------------------------------------------------------------- |
| Peter Boyle             | als Frank Barone in Episode 1.09: „Verkehrsprobleme“             |
| Brad Garrett            | als Robert Barone in Episode 1.09: „Verkehrsprobleme“            |
| Ray Romano              | als Ray Barone in Episode 1.09: „Verkehrsprobleme“               |
| Donny Osmond            | Episode 1.10: „Truthahn à la Mama“                               |
| Steve Schirripa         | Episode 1.16: „Valentinstag“                                     |
| Ray Romano              | als Ray Barone in Episode 1.19: „Freundschaftsdienste“           |
| Doris Roberts           | als Marie Barone in Episode 1.19: „Freundschaftsdienste“         |
| Julie Benz              | Episode 1.20: „Die neue Kollegin“                                |
| Patricia Heaton         | als Debra Barone in Episode 2.08: „Schöne Aussichten“            |
| Ray Romano              | als Ray Barone in Episode 2.08: „Schöne Aussichten“              |
| Robert Klein            | Episode 2.11: „Der Bowlingkrieg“                                 |
| Donny Osmond            | Episode 2.17: „Doug trifft Carrie“                               |
| Jon Favreau             | Episode 2.18: „Paarweise“ und Episode 6.18: „Heffer Tonne“       |
| Florence Henderson      | Episode 3.08: „Einmal und nie wieder“                            |
| Eric Roberts            | Episode 3.14: „Kampf der Giganten“                               |
| Pat Sajak               | Episode 3.17: „Volles Programm“                                  |
| Vanna White             | Episode 3.17: „Volles Programm“                                  |
| Gavin MacLeod           | Episode 3.23: „Ungeliebte Verwandtschaft“                        |
| Chris Elliott           | Episode 4.07: „Arthurs Geheimnis“                                |
| Gavin MacLeod           | Episode 4.18: „The King of Sandwich“                             |
| Eddie Money             | Episode 4.23: „Reich für einen Tag“                              |
| Amy Stiller             | Episode 4.23: „Reich für einen Tag“                              |
| William Hurt            | Episode 4.25: „Psycho Kisten“                                    |
| Ben Stiller             | Episode 4.25: „Psycho Kisten“                                    |
| Erik Per Sullivan       | Episode 4.25: „Psycho Kisten“                                    |
| Marcia Cross            | Episode 5.02: „Des einen Leid…“                                  |
| Eddie McClintock        | Episode 5.09: „Carrie Frankenstein“                              |
| Marcia Cross            | Episode 5.16: „Verschimmelter Urlaub“                            |
| Shelley Berman          | Episode 5.22: „Der Affenjunge“                                   |
| Judge Reinhold          | Episode 6.07: „Drei Frauen und ein Arzt“                         |
| Nick Offerman           | Episode 6.09: „Der einäugige Bandit“                             |
| Janeane Garofalo        | Episode 6.15: „Die Nervensäge“                                   |
| William Daniels         | Episode 6.23: „Kampf der Senioren“                               |
| Burt Reynolds           | Episode 7.14: „Endlich wieder Schule!“                           |
| Bas Rutten              | Episode 7.15: „Zickenalarm“                                      |
| Hal Linden              | Episode 7.20: „Elvis und sein Friseur“                           |
| Adam West               | Episode 8.06: „Lori mit den Scherenhänden“                       |
| Ray Romano              | als Ray Barone in Episode 8.10: „Wilde Bullen“                   |
| Kirstie Alley           | Episode 8.14 „Zweites Heim, Glück allein“                        |
| Chris Elliott           | Episode 8.15 „Auf der Mauer, auf der Lauer…“                     |
| Robert Goulet           | Episode 8.18: „Rapunzels Perücke“                                |
| Huey Lewis              | Episode 8.21: „Ladies’ Night“                                    |
| Randy Couture           | Episode 8.22: „Kampf der Giganten“                               |
| Dan Henderson           | Episode 8.22: „Kampf der Giganten“                               |
| Frank Trigg             | Episode 8.22: „Kampf der Giganten“                               |
| Quinton Rampage Jackson | Episode 8.22: „Kampf der Giganten“                               |
| Todd Zeile              | Episode 9.04: „Ein Onkel zum Fürchten“                           |
| Adam Sandler            | Episode 9.09: „Wild und Gefährlich“                              |
| Tucker Carlson          | Episode 9.10: „Manhattan Projekt“                                |
| Lainie Kazan            | Episoden 9.10: „Manhattan Projekt“ und 9.12: „Das China Syndrom“ |

## Internationale Ausstrahlung
| - Albanien: King of Queens (Vizion +) - Australien: The King of Queens (111 Hits, Nine Network) - Bosnien und Herzegowina: Kralj Queensa (OBN) - Brasilien: King of Queens (SET) - Bulgarien: Царят на квартала (BTV) - Tschechien: Dva z Queensu (Nova Cinema) - Dänemark: Kongen af Queens (TV 2, TV 2 Zulu) - Deutschland: King of Queens (RTL II, Kabel eins, Comedy Central Deutschland, TNT Serie, RTL Nitro, RTL) - Finnland: Kellarin kunkku (Nelonen) - Frankreich: Un Gars du Queens (Comédie!) - Griechenland: Ο Βασιλιάς του Κουήνς (Alpha TV) - Indien: The King of Queens (Star World) - Irland: The King of Queens (RTÉ Two) - Island: The King of Queens (Skjár 1) - Israel: מלך השכונה (HOT3, yes stars 3) - Italien: King of Queens (Comedy Central Italia) - Kanada: The King of Queens (Omni Television) | - Kroatien: Kralj Queensa (Nova TV) - Niederlande: The King of Queens (RTL 5) - Norwegen: Kongen av Queens (TV3, TV 2) - Österreich: King of Queens (ATV) - Philippinen: The King of Queens (Maxxx) - Polen: Diabli Nadali (Polsat, Comedy Central Polska, TVN7) - Portugal: O Rei do Bairro (TVI); Eu, Ela e o Pai (SIC Radical, SIC Mulher) - Rumänien: Trăsniții din Queens (TVR2) - Russland: Король Квинса (РЕН ТВ) - Schweden: Kung av Queens (TV4) - Schweiz: King of Queens (SF zwei) - Serbien: King of Queens (B92) - Spanien: El Rey de Queens (La Sexta) - Türkei: Queens’in Kralı (CNBC-e) - Ungarn: Férjek gyöngye (Viasat 3) - Vereinigte Staaten: The King of Queens (TBS, verschiedene lokale Sender) - Vereinigtes Königreich: The King of Queens (Comedy Central UK & Ireland, Channel 4) |

## DVD, Blu-Ray und Streaming
Alle neun Staffeln sind auf DVD im Handel erschienen. Eine DVD-Staffel besteht aus vier beziehungsweise bei der neunten Staffel aus drei DVDs mit allen Folgen der jeweiligen Staffel. Zu jeder Folge gibt es die originale englische und die deutsche Tonspur sowie deutsche Untertitel für Hörgeschädigte. Koch Media hat nicht die in den USA zur Verfügung stehenden Breitbildfassungen der Folgen und 2.0-Dolby-Digital-Sound benutzt. Die letzte Staffel ist im Oktober 2007 in Deutschland erschienen.
Die DVD-Box mit allen Staffeln (1–9) ist im März 2008 in Deutschland erschienen und trägt den Namen IPS Superbox. Diese ist sowohl in einer einfacheren Variante auf einer kleinen Holzpalette als auch in der auf 20.000 Stück limitierten „Luxusversion“ in einem kleinen IPS-Truck samt Begleitbuch erhältlich. Ende 2009 erschien eine dritte Version in Form einer Bowling-Kugel. Im Oktober 2010 ist eine DVD-Box in Form des Kühlschrankes der Heffernans und im Oktober 2011 in Form eines Briefkastens auf den Markt gekommen.
Seit Ende 2008 ist King of Queens auch auf BD erhältlich. Koch Media veröffentlichte die zweite und dritte Staffel auf je zwei BDs in hochauflösender Qualität. Anders als bei den DVD-Versionen wurde hier das 16:9-Breitbildformat genutzt. Auf 5.1-Dolby Digital-Surroundsound wurde verzichtet. Am 16. November 2012 erschien erstmals eine „King of Queens“-Komplettbox auf BD, die neben allen Staffeln (1–9), auch eine Reihe von Extras enthält. Sie wird exklusiv über Amazon.de vertrieben und hat die Form einer Pizzaschachtel. Die erste Staffel liegt hierbei nur im SD-4:3-Format vor, alle übrigen in einem hochauflösenden 16:9-Breitbildformat. Alle Staffeln liegen im Dolby-Digital-2.0-Ton vor.
Im November 2014 wurden alle 9 Staffeln erneut von Koch Media als streng limitierte HD Superbox auf Blu-Ray veröffentlicht. Auch diese wurde exklusiv über Amazon vertrieben. Erstmals ist in dieser Fassung eine neue Abtastung der 1. Staffel im 16:9-Breitbildformat zu sehen, die bereits im Januar 2014 in den USA zu sehen war.
Darüber hinaus ist die gesamte Serie bei verschiedenen Streamingdiensten verfügbar.

## Nominierungen
Emmy Awards
- Nominierung in der Kategorie Outstanding Lead Actor in a Comedy Series für Kevin James (2006)

Image Awards
- Nominierung in der Kategorie Outstanding Supporting Actor in a Comedy Series für Victor Williams (2007)

People’s Choice Awards
- Nominierung in der Kategorie Favorite TV Comedy (2007)
- Nominierung in der Kategorie Favorite TV Comedy (2008)

## Trivia
- Am 14. Mai 2007 lief in den USA die letzte Folge von King of Queens. In Deutschland wurde die letzte Doppelfolge am 15. Oktober 2007 auf Kabel eins ausgestrahlt. Am Ende der englischen Originalausgabe wurde ein Zusammenschnitt einiger Szenen aus den vergangenen Staffeln gezeigt und zum Ende der Satz „Thanks for the ride…“ („Danke für Eure Begleitung“) eingeblendet. Dieser Zusammenschnitt wurde im deutschen TV nicht ausgestrahlt.
- Anne Meara, in der Serie als Spences Mutter Veronica zu sehen, war im wirklichen Leben mit Jerry Stiller verheiratet. Sohn der beiden ist der Schauspieler Ben Stiller. Dieser hatte in der Folge Psychokisten auch einen Gastauftritt als Arthurs Vater. In der letzten Folge der Serie heiratet Spences Mutter Arthur. In der ersten Staffel spielt sie in Folge 16 (Spences Mutter wurde da noch durch Grace Zabriskie verkörpert, erst später war Anne Meara als Spences Mutter zu sehen) eine Frau, die Arthur am Valentinstag im Seniorencenter trifft und mit der er eine Affäre plant (zu der es aber nicht kommt).
- Gary Valentine, der in der Serie Dougs Cousin Danny spielt, ist im wirklichen Leben der ältere Bruder von Doug-Darsteller Kevin James.[5]
- Die Eltern von Kevin James heißen Janet und Joe, ebenso wie die Eltern von Douglas Heffernan in der Serie.[6]
- Es gibt mehrere Überschneidungen zwischen King of Queens und der Serie Alle lieben Raymond: Doug Heffernan und Ray Barone wohnen in New York, lieben das Golfen und treffen sich auch hin und wieder. Ein Großteil der Charaktere aus Alle lieben Raymond hat Gastauftritte in King of Queens. Doug Heffernan wiederum tritt in den Folgen 9 und 18 der dritten Staffel von Alle lieben Raymond auf.[7] (Zuvor war Kevin James bereits in sechs Folgen als Kevin Daniels zu sehen.[8]) Auch in den Serien Cosby (Staffel 3, Folge 9) und Becker (Staffel 1, Folge 20) absolviert James Gastauftritte als Doug. Durch Crossover im Rahmen der anderen genannten Serien ist King of Queens Teil des Serienuniversums von Alle lieben Raymond, Becker, Cosby, Die Liebe muß verrückt sein, Die Nanny, King of Queens und Saras aufregendes Landleben sowie dem Spielfilm This Is Spinal Tap.
- Leah Remini ist mit Angelo Pagan verheiratet, der in der Serie ab und zu eine Gastrolle spielt, zum ersten Mal in der Folge Endlich allein als Kunde in der Pizzeria, aber auch längere Szenen, beispielsweise als Rico (Arbeitskollege von Doug Heffernan). Kevin James’ Ehefrau Steffiana De La Cruz hat mehrere Gastauftritte als Nagelpflegerin von Carrie. Es gibt in der Serie diesbezüglich auch diverse Andeutungen, so antwortet in einer Folge Doug auf die von Carrie gestellte Frage „Wer ist deine?“ (Traumfrau) mit: „Ich schätze, ich nehme deine Nagelpflegerin.“ Carrie wiederum spricht Ricos Namen mit einem erotischen Unterton aus. In der 16. Folge der 6. Staffel (Kill Carrie/Damned Yankee) sind sowohl Angelo Pagan (als Dr. Garcia) als auch Steffiana De La Cruz (als Tina) zu sehen. Doug träumt von einer erotischen Affäre mit Tina, während Carrie sich Phantasien mit Dr. Garcia hingibt.
- Nick Bakay ist Produzent und Autor mancher Folgen. Er ist auch bekannt als die englische Stimme des Katers Salem Saberhagen in der Sitcom Sabrina – Total Verhext!, deren Produzent und Autor er ebenfalls ist.
- Kevin James wurde 2006 als bester Hauptdarsteller in einer Comedy-Serie für den amerikanischen Film- und Fernsehpreis Emmy nominiert. Dieser ging aber an Tony Shalhoub für die Titelrolle in der Fernsehserie Monk (siehe auch: Primetime-Emmy-Verleihung 2006).
- Nicole Sullivan, die ab der vierten Staffel die Rolle der Holly Shumpert spielt, hatte zuvor bereits einen Auftritt in einer anderen Rolle. In Staffel drei Folge 25 spielt sie die Verkäuferin in einem Kinderfachgeschäft, die die schwangere Carrie berät. Nach der achten Staffel stieg Sullivan für die Serie Hot Properties – Gut gebaut und noch zu haben aus, welche jedoch floppte.
- Sara Spooner wurde nach nur wenigen Folgen aus den Drehbüchern gestrichen, da der Fernsehsender keine Definition für diese Person aufbringen konnte und das Budget damals zu knapp für eine weitere Rolle war. Sie wird auch in späteren Staffeln nicht mehr als Schwester von Carrie erwähnt wie z. B. in der Episode Wilde Bullen in Staffel 8, als lediglich Carrie (bzw. Simone, da Arthur Carries echten Vornamen beim Poker verloren hat) als Tochter von Carries Mutter genannt wird.
- Trotz großen Erfolges blieben die wichtigsten Fernsehpreise wie der Emmy und der Golden Globe aus.
- Die Desperate-Housewives-Darstellerin Marcia Cross hatte in den Episoden Des einen Leid… und Verschimmelter Urlaub einen Gastauftritt als Debi.
- Der Rocksänger Eddie Money spielt sich in der Folge Reich für einen Tag selbst. Seine Erfolge Two Tickets To Paradise und Shakin kommen in der Folge vor. Er wird von Doug und Deacon engagiert, im Wohnzimmer der Heffernans zu spielen, weil sie noch eine Menge durch eine Sportwette gewonnenes Geld loswerden müssen, von dem ihre Frauen nichts erfahren sollen.
- Amy Stiller, die Tochter von Jerry Stiller und Schwester von Ben Stiller, spielte mehrfach die Kellnerin in einem Café (in dem Arthur Spooner Kunde des Monats werden will) und in der letzten Staffel die Videothekarin in der Folge, in welcher auch Adam Sandler seinen Gastauftritt hat. Sie spielte in der Serie auch andere kleine Rollen. In der ersten Staffel hat sie in der Valentinstagsfolge einen Kurzauftritt als Tochter von Anne Meara.
- Mit der letzten Folge (in Deutschland am 15. Oktober 2007 auf Kabel eins ausgestrahlt) erreichte die Serie ihre höchste Einschaltquote in Deutschland. Die Einschaltquote betrug 2,49 Millionen Zuschauer (dies bedeutete 8 Prozent der Gesamtzuschauer und 16,4 Prozent in der werberelevanten Zielgruppe der 14- bis 49-jährigen Zuschauer). Dies war die höchste Quote an diesem Tag und eines der besten Ergebnisse für den Sender Kabel eins insgesamt.[9]
- In der neunten Folge der neunten Staffel (Wild & Gefährlich) heißt Dougs Freund Jeff Sussman (Adam Sandler). In Wirklichkeit heißt einer der Co-Executive Producer Jeff Sussman.
- In der Folge Die Kündigung möchten Carrie und Doug unter vier Augen einen möglichen Wechsel Dougs von IPS zu FedEx besprechen. Lou Ferrigno, der ebenfalls anwesend ist, gibt beiden zu verstehen, dass er nicht gut höre und nicht verstehe, was die beiden besprechen. Tatsächlich erlitt Ferrigno in seinem dritten Lebensjahr eine Mittelohrentzündung, bei der er 80 % seines Hörvermögens verlor.
- Die Gage für Kevin James betrug während der letzten drei Staffeln 500.000 US-Dollar pro Folge. Leah Remini drohte zwischenzeitlich mit ihrem Ausstieg aus der Serie, weil sie sich unterbezahlt fühlte, einigte sich dann aber mit den Produzenten auf eine Gage in Höhe von 400.000 US-Dollar pro Folge.
- In der deutschen Version tragen zwei Episoden den Titel Kampf der Giganten. Einmal Episode 064 (Staffel 3, Originaltitel: Paint Misbehavin’) und Episode 193 (Staffel 8, Originaltitel: Fight Schlub)
- In einigen Folgen kann man auf einer Tafel im IPS-Büro von Supervisor O’Boyle den Namen „Knipfing“ lesen. Dieser ist Kevin James’ wirklicher Nachname.
- In der Folge Er hat doch gebohrt wird Doug von seinem Zahnarzt im Weithorn Medical Building behandelt. Michael J. Weithorn hatte die Idee zur Serie, in der Folge Das Geisterhaus wird Arthur von einem Dr. Weithorn behandelt.
- In der Folge Klein aber fein sind Doug und Carrie mehrmals in einem Autohaus namens Sahakian Motors zu sehen. In der Episode Gelb vor Neid stehen Holly und Arthur vor dem Eingang der Firma Sahakian Real Estate Company. Annette Sahakian Davis ist eine der Produzentinnen der Serie.
- In der Folge Latin Lover liegt Carrie auf dem Bett und sieht fern, als Doug ins Zimmer kommt und den Fernseher abschaltet. Daraufhin sagt sie: „He, es kommt NYPD Blue, das will ich sehen“. In dieser Serie hatte Carries Darstellerin Leah Remini in einer Folge einen Gastauftritt.
- In der Folge Das Kettensägentheater (einer Rückblende auf die Zeit, bevor Carrie und Doug ihr Haus gekauft haben) steht Doug an seinem Arbeitsplatz vor einem Garderobenschrank. Dabei ist auf einem Spind neben ihm ein Namensschild mit der Aufschrift Danny Heffernan zu sehen. Danny bekommt den Job bei IPS jedoch erst Jahre später.
- Obwohl das Wohnzimmer-Studioset stets unverändert blieb, existieren verschiedene Frontansichten des Hauses. So wechseln sich ein einfacher Treppenaufgang, eine Veranda und ein seitlicher Treppenaufgang im Eingangsbereich zum Wohnzimmer in einigen Folgen ab.
- Die Adresse der Heffernans ist laut Doug: 3121 Aberdeen Road, Queens, NY. In Wirklichkeit steht das Haus, welches für die Außenansicht benutzt wurde, in New Jersey: 519 Longview Ave, Cliffside Park, NJ 07010 ⊙. Die Innenaufnahmen wurden im Studio gedreht.
- Die Adresse des Eis-Salons im Intro ist: Lemon Ice King of Corona on 108th St, Queens, New York.
- Die Adresse von Deacons und Kellys Apartment lautet: LeFrak City, Building 6, Apartment 16 C (zu hören in einem Gespräch mit Holly, Staffel 4, Folge 17, Das lustige Quartett (Engl.: Missing Links), bei 8:58 Min.)
- Bis zur letzten Folge der dritten Staffel waren im Intro die Türme des früheren World Trade Centers zu sehen. Nachdem die Türme wegen der Terroranschläge am 11. September 2001 eingestürzt waren, ersetzte man sie ab der vierten Staffel durch eine New Yorker Straßenszene.
- Nur Doug und Carrie kommen in jeder Folge vor.
- Die Pilotfolge wurde bereits im Jahr 1997 gedreht. Die Serie sollte ursprünglich für den Fernsehsender NBC produziert werden, fiel jedoch einer Etatkürzung zum Opfer und wurde an CBS verkauft. Die Szenen mit Arthur Spooner, gespielt von Jerry Stiller, mussten nachgedreht werden, da die Figur in der ersten Fassung von Jack Carter gespielt wurde.[10]
- In der Episode Rabenpaten werden Doug und Carrie gebeten, Paten von Deacons und Kellys Kind zu werden, und sind zu dessen Taufe eingeladen. In der Kirche wird erwähnt, dass die Palmers dem Glauben der Baptisten angehören, jedoch ist es ein allgemeines Merkmal der Baptisten, keine Säuglinge, sondern nur Erwachsene zu taufen (Gläubigentaufe). Hier liegt ein Übersetzungsfehler in der deutschen Version vor, weil im Original lediglich von „Baptism“ (Taufe) die Rede ist und nicht von der Konfession der Baptisten. Bei der Übersetzung wurde daraus „Baptisten“.
- In der Folge Alt, dick und hässlich beschwert sich Deacons Mutter über den Namen ihres Enkelkindes (den eines Staubsaugers), welchen sie mit Hoover statt Kirby angibt. Da die Staubsaugermarke Kirby nur im amerikanischen Raum bekannt ist, entschied man sich bei der Synchronisation der Folge für die in Deutschland bekanntere Marke Hoover. In den weiteren restlichen Folgen wurde auch in der deutschen Fassung Kirby als Name benutzt.
- In der Episode 2.21 Der Patenbruder werden die zweiten Vornamen erwähnt, als Doug das Anmeldeformular für die Patenschaft ausfüllt: Doug S. (Steven) Heffernan und Deacon J. (John) Palmer.
- In der Folge Fahrer aus Leidenschaft (Staffel 5, Folge 20) findet zwischen Doug und Danny ein Autorennen mit den Firmentrucks statt, das Startzeichen dafür gibt Carrie. Dies ist eine exakte Kopie des Autorennenstarts aus dem Film Grease, in dem die Schauspielerin Annette Charles das Startzeichen gibt. Carrie hält ebenso ein Tuch in der rechten Hand, hebt beide Arme und nimmt beim Losfahren die gleiche Pose ein. Im Unterschied zum Original fällt ihr aber beim Losfahren das Tuch auf den Boden.